# 티베트 인민당
티베트 인민당(People's Party of Tibet)은 은 티베트 망명정부의 정당 중 하나다. 2011년 5월 텐진 랍갈이 창당했다. 현재 티베트 망명의회에서 43석 중 14석을 차지하고 있는 야당이다. 2016년 선거에서 총리후보로 타시 왕두를 밀었다.